# Parc Snellman (Oulu)
Pour les articles homonymes, voir Parc Snellman (homonymie).
Le parc Snellman (finnois : Snellmaninpuisto) est un parc du fossé situé dans le quartier de Pokkinen à Oulu en Finlande. 

## Présentation
Le parc Snellman est situé entre les rues Hallituskatu, Isokatu et Kirkkokatu. 

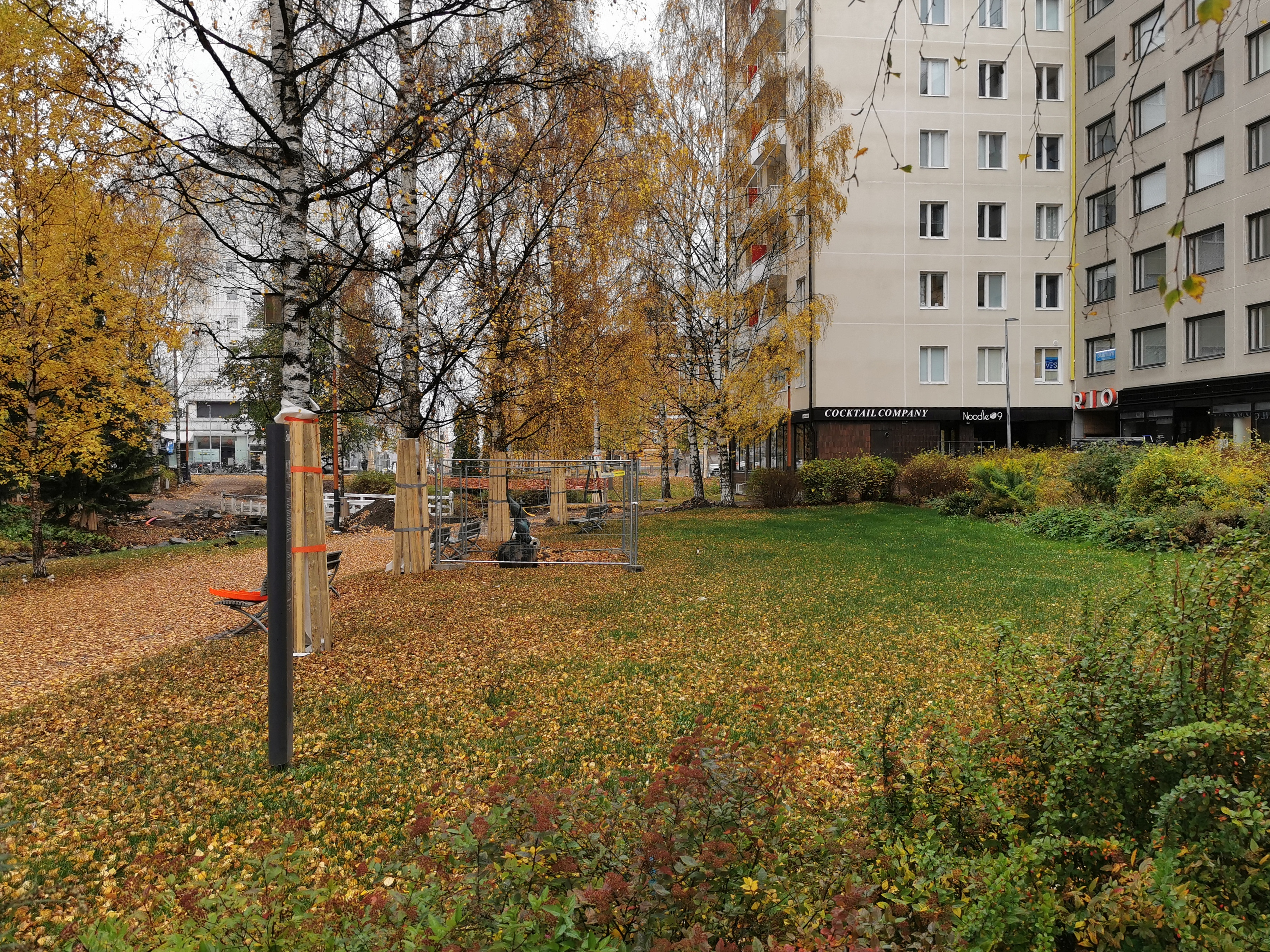
Le parc Snellman.

Le parc Snellman doit son nom à une famille influente de marchands basée à Oulu. 
Le parc expose deux sculptures en plein air: Kurjet sculptée par Jussi Mäntynen en  1947 et Mediator de Martti Aiha réalisée en 1999. 
Mediator est une étonnante sculpture en acier orange de 27 mètres de long qui ressemble à un ancien pont de chemin de fer qui enjambe le fossé.
Mediator est une œuvre donnée à la ville de Kaleva, représentant un flux d'informations déchiquetées.
Le parc Snellman est situé entre le parc Hallituspuisto et le parc Otto Karhi.

## Vues du parc

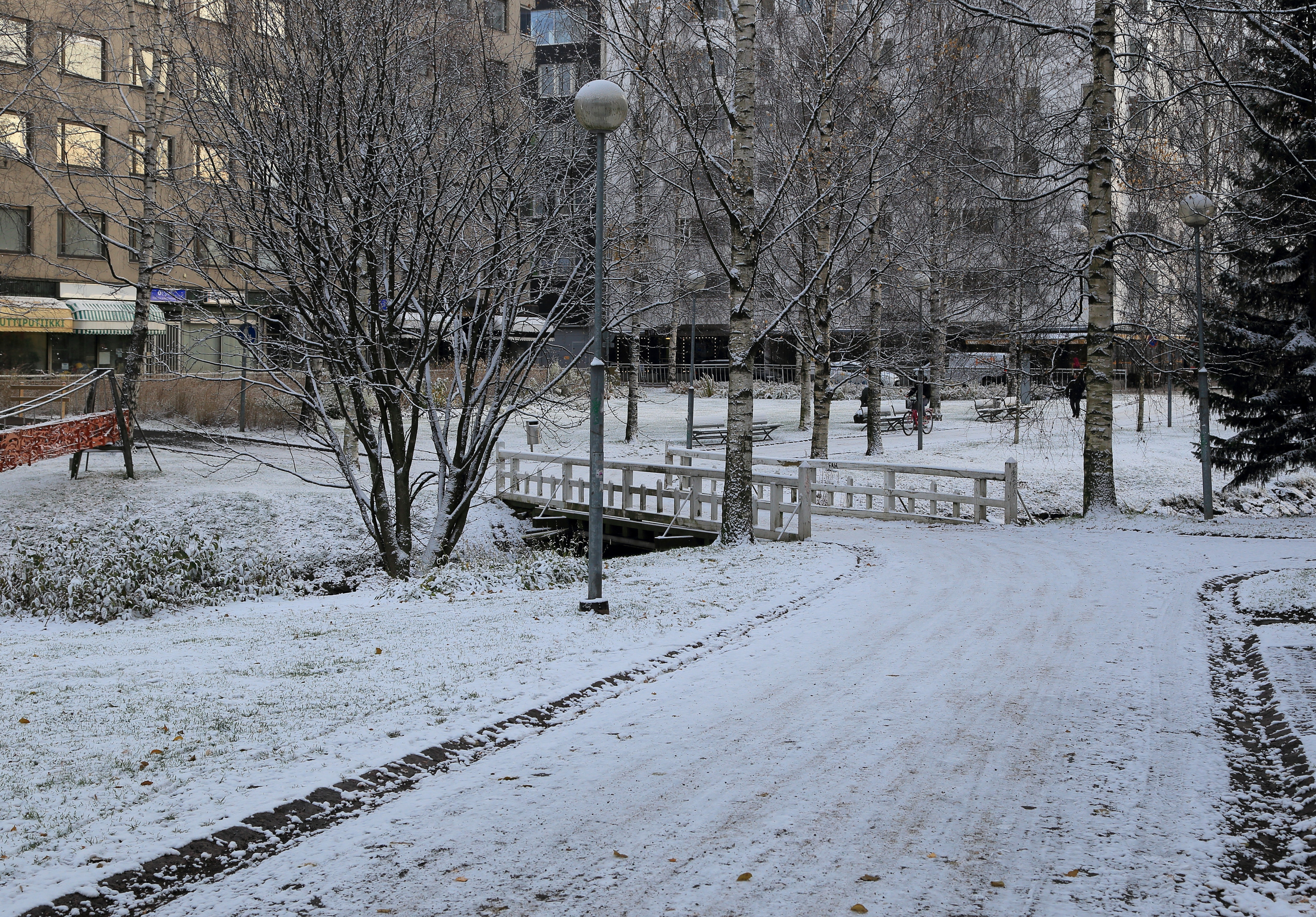
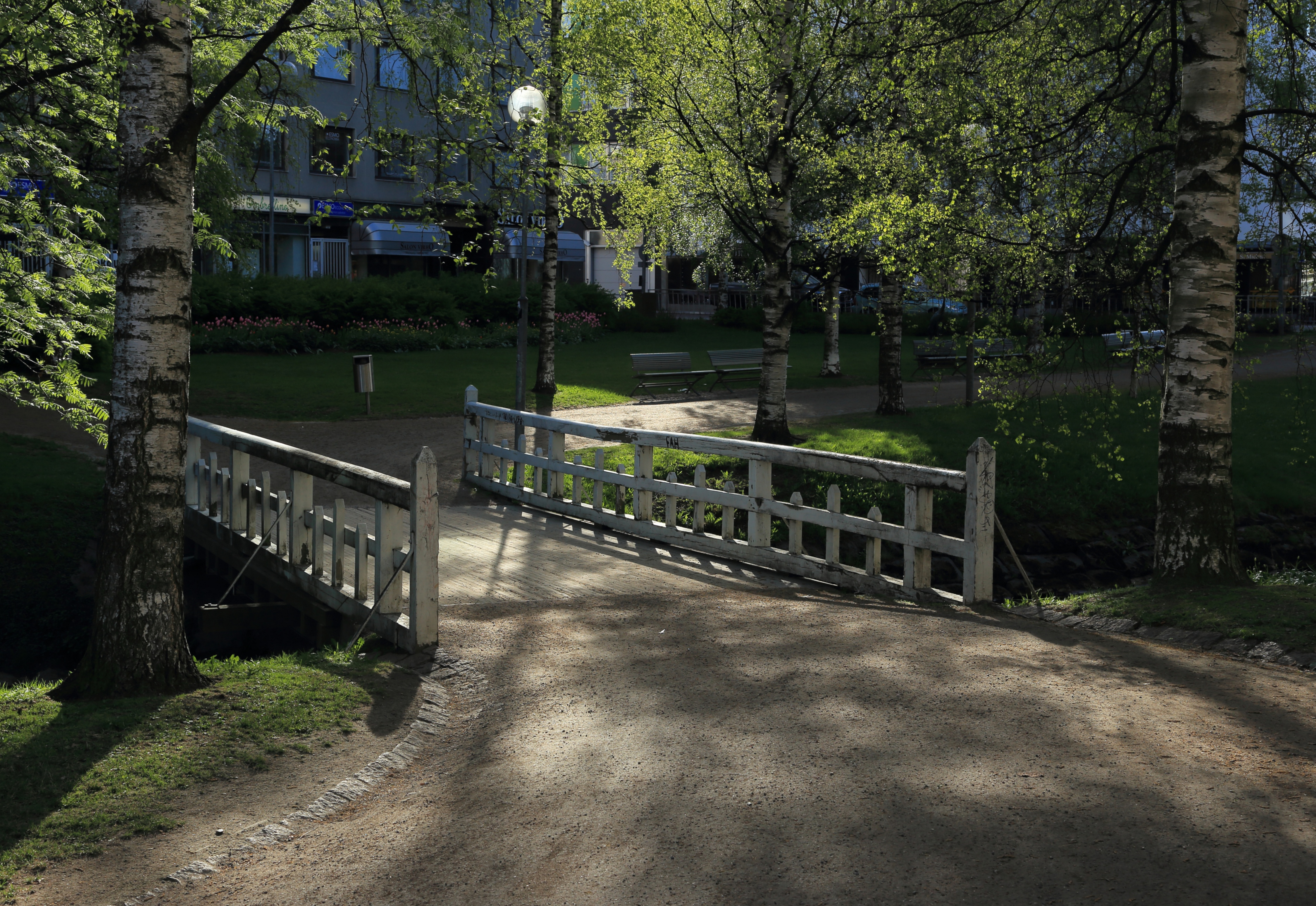
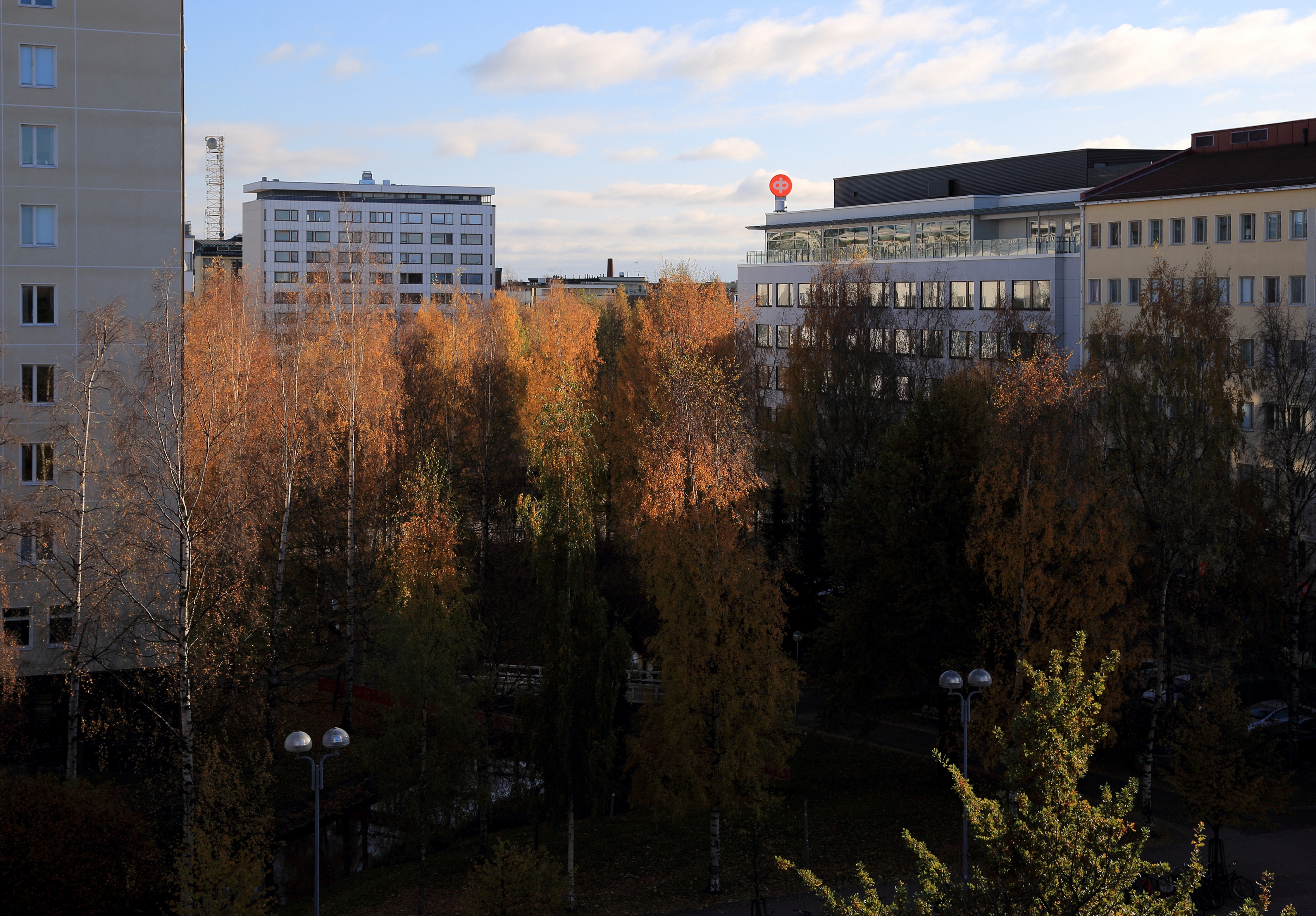
Le parc Snellman vu de l'hôtel de ville d'Oulu.
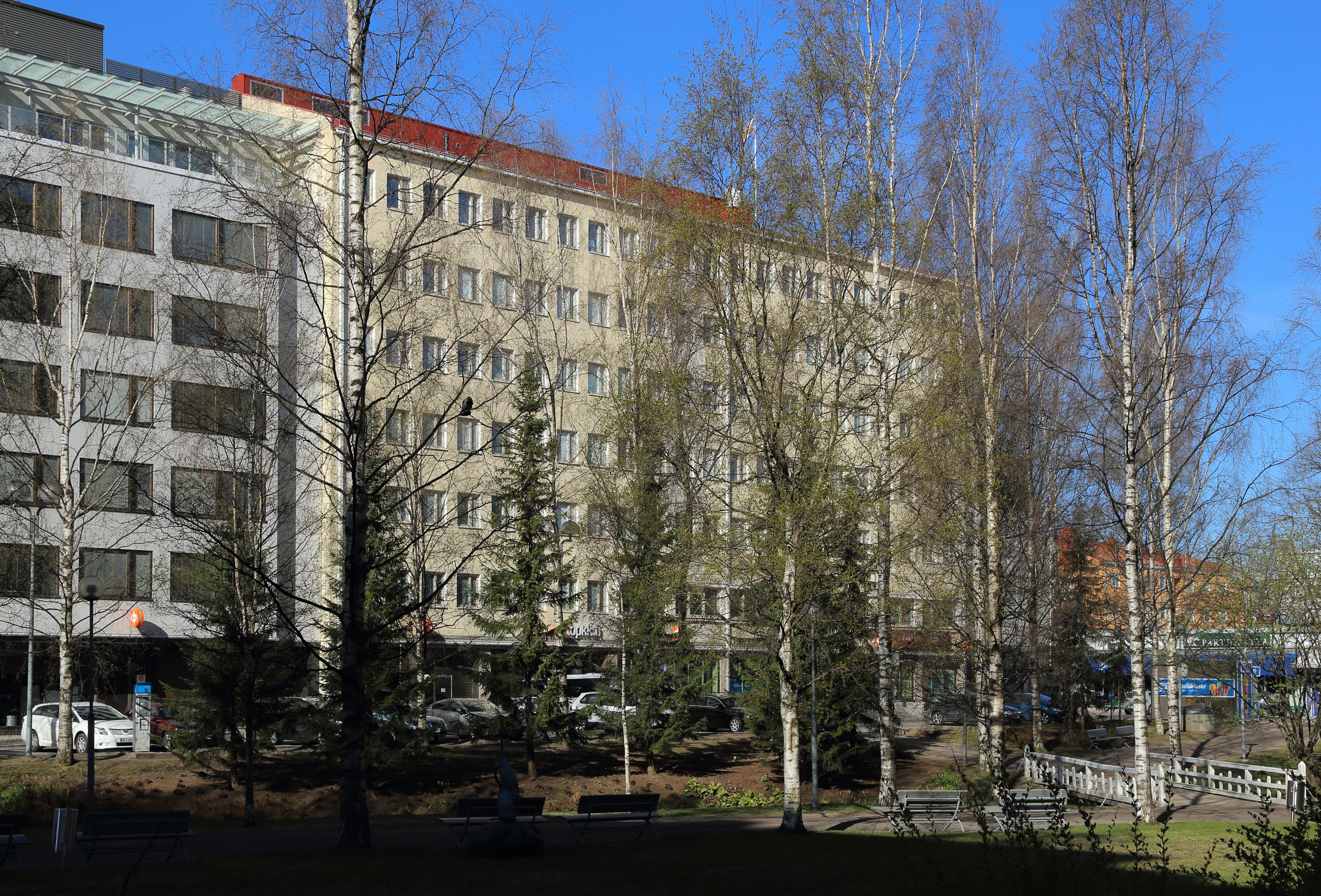
Immeuble de bureaux au coin de Kirkkokatu et de Hallituskatu. À l'avant plan, le parc Snellman.